# Comitatul Bonner, Idaho
Comitatul Bonner, conform originalului, Bonner County, este un comitat situat în partea nordică a statului american Idaho.  A fost fondat în anul 1907, fiind numit după Edwin L. Bonner, un întreprinzător care a operat un ferry boat.  Conform 2000 Census, populația comitatului era de 36.835 persoane, respectiv 40.908, conform estimării la jumătatea decadei, în 2005.  Arhivat în 17 iulie 2011, la Wayback Machine..  Sediul comitatului este Sandpoint GR6.

## Istorie
Comitatul Bonner a fost format la 21 februarie 1907 din porțiuni ale comitatului Kootenai.  A fost denumit după antreprenorul local Edwin L. Bonner.

## Geografie
Conform Biroului de Recensamânt al SUA, comitatul are o suprafață totală de 1.920 mile patrate  (4,972 km²),  din care, 1,738 mile patrate (4,501 km²) este uscat și de 182 de mile pătrate (471 km ²) din aceasta (9,48%) este apă.

### Comitate înconjurătoare
- Comitatul Boundary, Idaho - la nord
- Comitatul Lincoln, Montana - la est
- Comitatul Sanders, Montana - la sud-est
- Comitatul Shoshone, Idaho - la sud-vest
- Comitatul Kootenai, Idaho - la sud
- Comitatul Spokane, Washington - la sud-vest
- Comitatul Pend Oreille, Washington - la nord-vest

### Zone naționale protejate
- Coeur d'Alene National Forest (o parte a sa)
- Kaniksu National Forest (parțial)
- Kootenai National Forest (parțial)

## Demografie
La recensământul din anul 2000, existau 36.835 persoane, 14.693 gospodării și 10.270 familii care locuiau în comitat.Densitatea populației era de 21 persoane pe milă patrată (8/km²). Existau 19.646 de locuințe și o densitate medie de 11 locuințe pe milă patrată (4/km²). Structura rasială a comitatului era 96.58% Albi, 0.11% Negri sau Afro-Americani, 0.87% Americani nativi, 0.27% Asiatici, 0.05%  Insulari din Pacific, 0.42% din alte rase și 1.70% din doua sau mai multe rase. 1,46% din populație era Hispanică sau Latini ai altor rase. Conform recensământului din 2000, 20.9% aveau origini Germane, 11.7% Engleze, 11.7% Americane, 9.6% Irlandeze și 5.3% Norvegiene.
Existau 14,693 gospodării din care 30.60% aveau copii sub varsta de 18 ani care locuiau cu ei, 58.60% erau cupluri căsătorite, 7.50% erau femei singure, și 30.10% nu aveau familie. 24.00% din toate gospodăriile erau alcătuite din personae singure și 8.20% aveau o persoană de 65 ani și peste această vârstă, care trăia singură. În medie, mărimea gospodăriei era 2.49, iar mărimea medie a familiei era 2.94.
În comitat, populația era împărțită pe grupe de vârste, cu 25.50% sub vârsta de 18, 6.70% de la 18 la 24, 25.40% de la 25 la 44, 29.30% de la 45 la 64, și 13.10% care aveau 65 ani sau peste această vârstă. Vârsta medie era de 41 ani. Pentru fiecare 100 femei erau 100.30 bărbați. Pentru fiecare 100 femei de 18 ani și peste această vârstă, erau 98.20 bărbați.
Venitul mediu pe gospodărie era 32,803$, iar venitul mediu pe familie era 37,930$. Bărbații aveau un venit mediu de 32,504$, spre deosebire de femei care aveau un venit mediu de 21,086$. Venitul pe cap de locuitor era 17,263$. Aproximativ 11.90% din familii și 15.50% din populație erau sub limita sărăciei, inclusiv 21.20% din cei sub 18 ani și 10.20% din cei de 65 ani și peste această vârstă.
|  | Graficele sunt indisponibile din cauza unor probleme tehnice. Mai multe informații se găsesc la Phabricator și la wiki-ul MediaWiki. |

Date: Wikidata - grafică realizată de Wikipedia

## Orașe și localități
| - Clark Fork - Dover - East Hope - Hope - Kootenai - Oldtown | - Ponderay - Priest River - Sagle - Sandpoint - Cocolalla |

## Râuri și lacuri
- Albeni Falls Dam
- Clark Fork River
- Cocolalla
- Kelso Lake
- Lake Pend Oreille
- Pack River
- Pend Oreille River
- Priest Lake